# Universität Salzburg
Die Universität Salzburg (vollständiger Name Paris-Lodron-Universität Salzburg) ist eine österreichische Universität in Salzburg. Sie wurde 1622 als Benediktineruniversität gegründet und bestand in dieser Form bis zur Auflösung 1810. Im Jahr 1962 wurde die Universität in staatlicher Trägerschaft wiedererrichtet.
Die ersten habsburgischen Volluniversitäten waren die Universität Wien und die Albert-Ludwigs-Universität Freiburg. Die Universität Salzburg verfügt nicht über die „klassischen“ Fakultäten Medizin und Philosophie, sondern gliedert sich seit 2022 in die sechs Fakultäten Katholische Theologie, Rechts- und Wirtschaftswissenschaften, Kulturwissenschaften, Gesellschaftswissenschaften, Natur- und Lebenswissenschaften sowie Digitale und Analytische Wissenschaften.
Die insgesamt 25 Gebäude sind über die Stadt verteilt und hauptsächlich in der Altstadt angesiedelt (Altstadtuniversität, Revitalisierung bedeutender Denkmalobjekte). Neben der zentralen Verwaltung der Universität und Teilen der Rechts- und Wirtschaftswissenschaftlichen Fakultät in der Kapitelgasse, der Katholisch-Theologischen Fakultät und der Universitätsbibliothek Salzburg in der Alten Universität sind auch Fachbereiche der Rechts- und Wirtschaftswissenschaftlichen und Geisteswissenschaftlichen Fakultät in der Alten Residenz sowie das Haus der Gesellschaftswissenschaften am Rudolfskai 42 dort beheimatet. Darüber hinaus befindet sich im Stadtteil Nonntal der Unipark Nonntal der Kulturwissenschaftlichen Fakultät mit über 5500 Studierenden sowie das zentrale Gebäude der Natur- und Lebenswissenschaftlichen Fakultät in Freisaal mit dem Botanischen Garten der Universität Salzburg und dem Salzburger Apothekergarten.
Die Universität ist mit über 17.500 Studierenden und 2.900 Angestellten die größte Bildungseinrichtung in Stadt und Land Salzburg. Der Frauenanteil bei den Studenten beträgt ca. 60 %, der Ausländeranteil ca. 35 % (wegen der Nähe zur Grenze der Großteil aus Deutschland).

## Geschichte
Am 20. September 1617 wurde von Fürsterzbischof Markus Sittikus das heutige Akademisches Gymnasium Salzburg als Benediktinergymnasium gegründet.
Am 23. Juli 1622 wurde Albert III. Keuslin zum ersten Rector Magnificus der Benediktineruniversität Salzburg ernannt. Am 5. Oktober erhob dann Kaiser Ferdinand II. das benediktinische Gymnasium in Salzburg zur Universität und am 8. Oktober 1622 erfolgte die feierliche Eröffnung der Universität durch ihren Gründer, den Erzbischof von Salzburg Paris Graf von Lodron. Damals übernahm eine Gruppe Salzburger, Schweizer, süddeutscher und österreichischer Benediktinerklöster den Aufbau und die Erhaltung der Universität. Sie entsandten Professoren und ihre Studenten dorthin.

„Die Salzburger Hohe Schule erfreute sich bald als einzige nicht von den Jesuiten betriebene katholische Universität im Reichsgebiet großer Beliebtheit. Schon wenige Jahre nach der Gründung waren 500 Studenten inskribiert. In den 172 Jahren der Matrikelführung – mit der erst 1639 begonnen wurde – sind nicht weniger als 32.210 Studenten eingetragen worden, von denen fast fünfzehn Prozent aus Salzburg stammten. Die übrigen waren Bayern und Schwaben, dazu kamen viele Österreicher, aber auch zahlreiche Italiener und andere Ausländer. Für das kleine geistliche Fürstentum sind diese Zahlen außerordentlich hoch, sie sind von den benachbarten Universitäten Graz, Innsbruck und Dillingen bei weitem nicht erreicht worden. Was das wirtschaftlich für die Stadt bedeuten mußte, kann kaum hoch genug eingeschätzt werden.“

Bereits in der ersten Hälfte des 17. Jahrhunderts wurden neben theologischen und philosophischen auch juristische und medizinische Vorlesungen gehalten. Salzburg war auch Vorreiterin im Griechischstudium. Die Universität zeichnete sich allgemein durch thomistische Theologie und Rechtswissenschaft aus; das Universitätstheater, an dem unter vielen anderen begabten Theatermachern der Pater comicus von Kremsmünster, P. Simon Rettenpacher, wirkte, war auch 1767 Ort der Uraufführung der berühmten Mozartoper Apollo und Hyazinth. Wolfgang Amadeus war zu dem Zeitpunkt 11 Jahre alt.
Bereits in den 1740ern war die Benediktineruniversität die europaweit erste Hochschule, die im Sinne der Aufklärung Experimentalphysik auf den Lehrplan setzte. Etwa gleichzeitig kam es in Salzburg zum Sykophantenstreit von 1740. Eine Gruppe von Studenten und anderen aus dem Kreis der Pagen am fürsterzbischöflichen Hof und anderen Aristokraten, die eine liberale Akademie gründen wollten. Der Haushistoriker des Erzbischofs, Giovanni di Gaspari di Novomonte, war dabei federführend, unterstützt durch den Direktor der Pagerie, Andrea Christani di Rallo. Vier Neffen des Erzbischofs Leopold Anton von Firmian gehörten zur Gruppe der Aufklärer, die sich den Gelehrten Lodovico Antonio Muratori zum Vorbild nahmen. Die Neuerer kritisierten den Geschichtsunterricht an der Universität; sie verlangten intensivere Quellenarbeit. Auch die in Salzburg vertretene Heiligenverehrung empfanden sie als übertrieben. Mit dem Rektor P. Gregor Horner entstand in der Folge eine Polemik, die weit über Salzburgs Grenzen bekannt wurde.

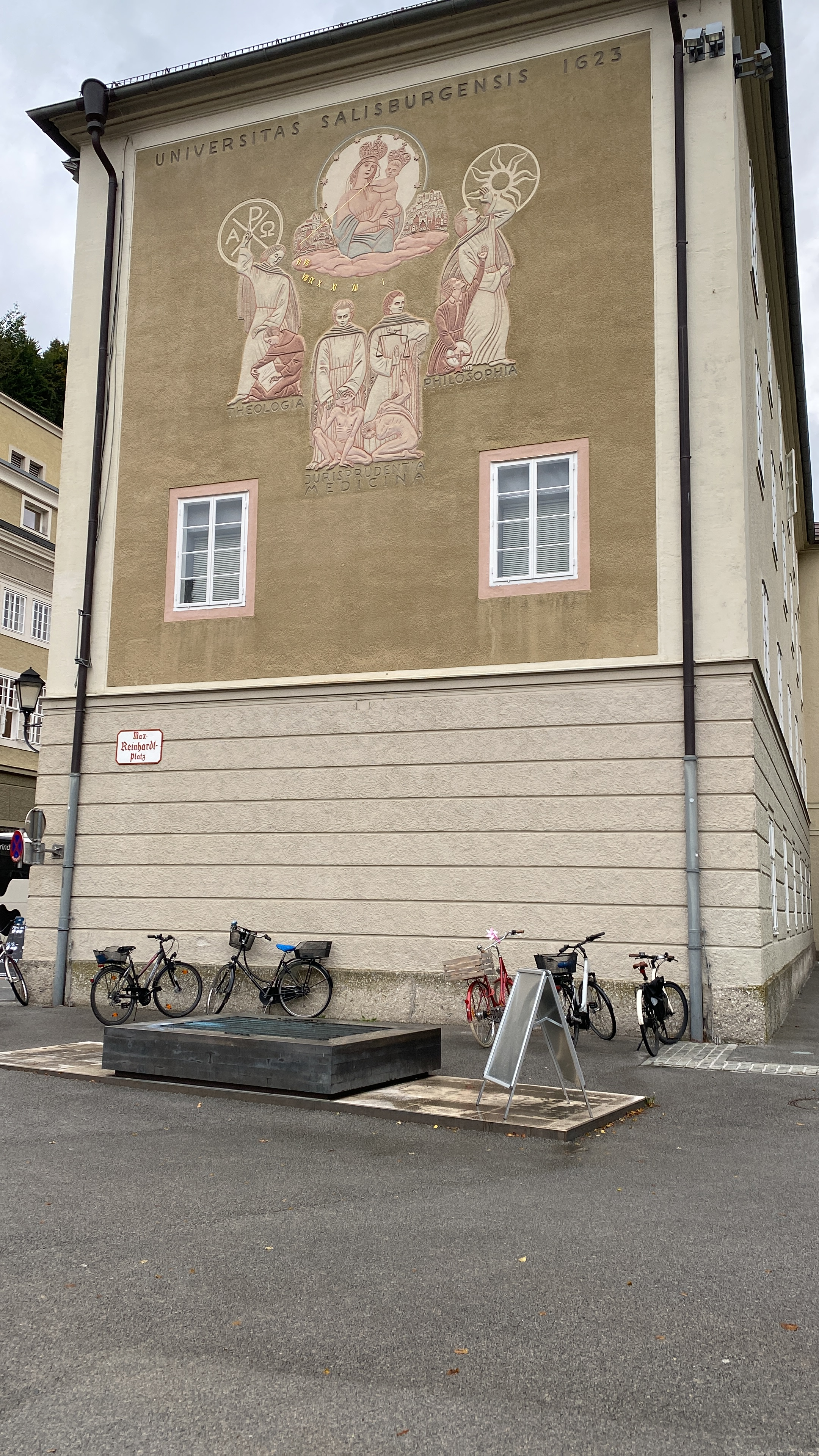
Sonnenuhrfresko an der Alten Universität (Kath.-Theol. Fakultät)

1810 wurde die Universität nach der Angliederung Salzburgs an das Königreich Bayern aufgelöst und an ihrer Stelle ein Lyzeum (mit theologischen und philosophischen Inhalten) sowie eine medizinische Lehranstalt errichtet. Die theologische Sektion des Lyzeums wurde 1850 wieder in den Rang einer Universitätsfakultät erhoben (Salzburg gehört seit 1816 zu Österreich), das Lyzeum wurde aufgelöst. Die Gliederung der alten Universität wird mit dem Sonnenuhrfresko von Georg Jung, Mitglied des Sonderbundes österreichischer Künstler, an der Südfassade des alten Universitätsgebäudes zum Ausdruck gebracht: Die Madonna (aus dem Gnadenbild Maria Plain) fungiert als Schutzpatronin Salzburgs und schwebt über den drei Fakultäten Theologie, Philosophie und Jurisprudenz.
Im Ersten Weltkrieg versuchte der Salzburger Hochschulverein vergeblich, die Verlegung der Franz-Josephs-Universität von Czernowitz nach Salzburg zu erreichen. Erst 1962, rund 150 Jahre nach der Auflassung wurde die Universität Salzburg neu gegründet. 1964 war das Jahr, in dem die Inauguration des ersten Rektors und die Wiederaufnahme des Studienbetriebs an der Fakultät für Philosophie stattfand. Später folgte die schrittweise Erweiterung auf die heutigen vier Fakultäten Katholische Theologie, Rechtswissenschaften, Kultur- und Gesellschaftswissenschaften sowie Naturwissenschaften.
Der Wegfall von Studiengebühren und Aufnahmetests brachte einen starken Anstieg der Studentenzahl von 13.599 im Wintersemester 2006/07 auf 15.722 im WS 2009/10. Das betraf vor allem die Fächer Psychologie und Kommunikationswissenschaft, deren letztere Vorlesungen wiederholt in externen Veranstaltungshallen abgehalten werden mussten. Da der Anteil der Studenten aus Deutschland über 40 % betrug, wurden zum WS 2010/11 – in Übereinstimmung mit den anderen österreichischen Universitäten – eine Zugangsbeschränkung und ein Aufnahmetest für die Studienrichtungen Kommunikationswissenschaft und Psychologie eingeführt. Zum WS 2019/20 wurde die Aufnahmeprüfung am Fachbereich Kommunikationswissenschaft wieder abgeschafft.

## Auszeichnungen und Internationalisierung

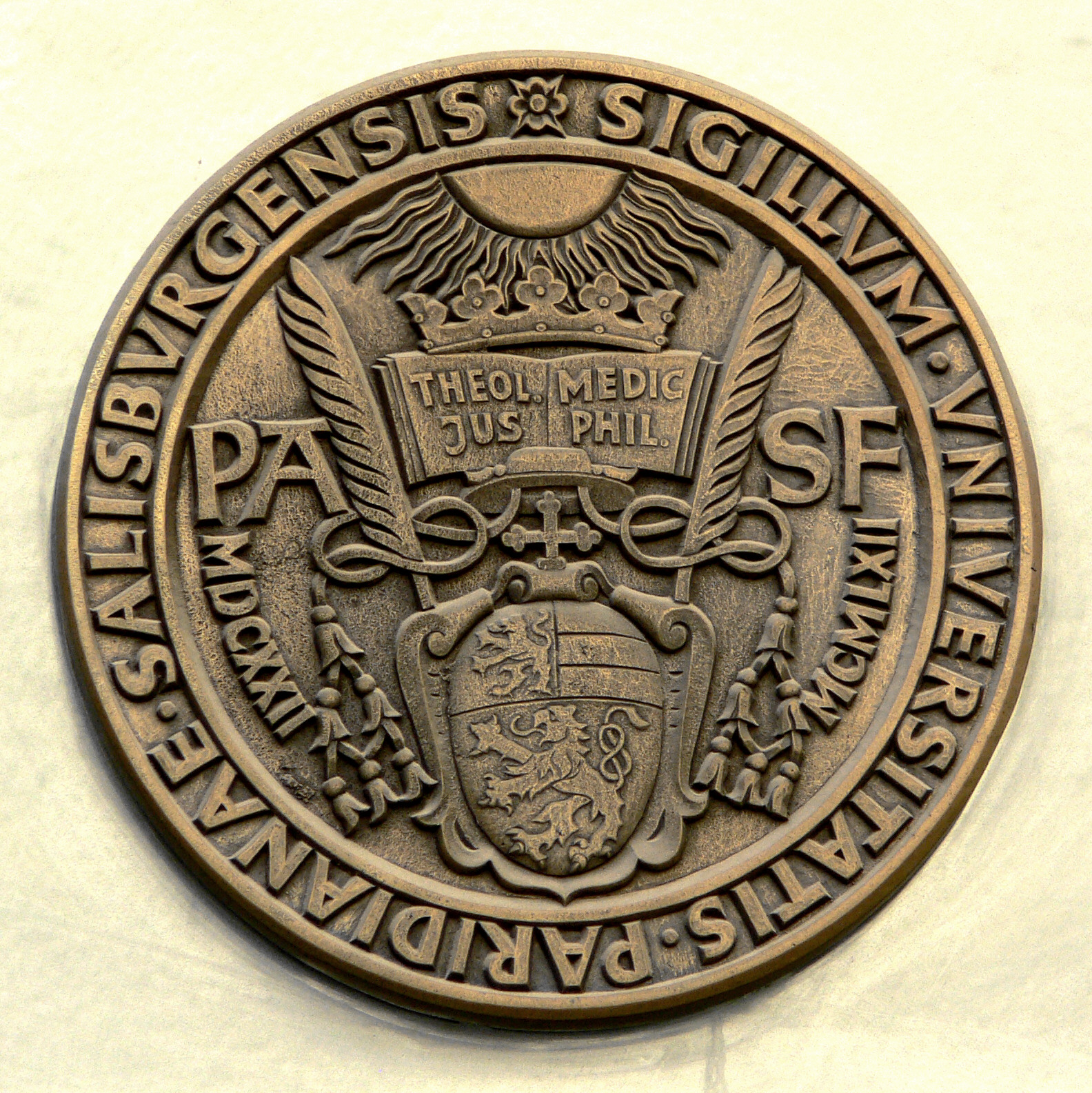
Universitätssiegel über dem Eingang zum Kapitelhaus, Kapitelgasse 4

Im Frühjahr 2014 wurde die Universität von der Europäischen Kommission mit dem HR Excellence in Research Award ausgezeichnet, der für die Umsetzung der Europäischen Charta für Forscher, des Code of Conduct für die Einstellung von Forschern sowie für das Engagement zur Realisierung attraktiver Arbeitsbedingungen verliehen wird. Ziel der Initiative ist es Institutionen zu identifizieren und auszuzeichnen, die faire und transparente Einstellungsverfahren und gute Karriereperspektiven bieten und so die Mobilität von Forschenden in Europa fördern. EU-weit wurden 206 Institutionen mit dem HR Excellence in Research Award ausgezeichnet; in Österreich sind dies, neben der Universität Salzburg, der Wissenschaftsfonds FWF, die Medizinische Universität Graz und die Universität für Bodenkultur Wien.
Die Universität unterhält zahlreiche Erasmus-Partnerschaften mit Universitäten im europäischen Ausland (Europäische Union, Island, Norwegen, Liechtenstein, Türkei und Schweiz-derzeit ausgesetzt).
2013 wurde die Universität Salzburg von Erasmus-Studierenden zur beliebtesten und attraktivsten Universität Österreichs gewählt; europaweit zählt die Universität bei dieser Studierendengruppe zu den zehn beliebtesten Universitäten. Darüber hinaus bestehen Joint Study- und Austauschprogramme mit Partneruniversitäten weltweit, internationale Summer Schools gemeinsam mit anderen Universitäten sowie Austauschmöglichkeiten im International Student Exchange Program (ISEP). Für das wissenschaftliche Personal bestehen ebenfalls etliche Möglichkeiten für kurz- und längerfristige Lehr- und Forschungsaufenthalte im Ausland. Derzeit unterhält die Universität Salzburg 400 Kooperationsabkommen mit rund 230 Universitäten weltweit.
Seit 2004 besteht das Media & Communication Management Programm (MCM) des Sino-Austrian Center for Media & Communication Management gemeinsam mit der Fudan-Universität in Shanghai. Kernstück der Partnerschaft ist ein wechselseitiger Studierendenaustausch zwischen Masterstudierenden des Fachbereichs Kommunikationswissenschaft in Salzburg und der Fudan University Journalism School in Shanghai sowie der Beijing Foreign Studies University in Peking und der Nanjing Normal University in Nanjing. Seit 2007 werden auch gemeinsame Forschungsprojekte und Konferenzen der Partner realisiert und es existieren Austauschprogramme auf Mitarbeiterebene sowie für Doktoratsstudierende.
Im Jänner 2015 fand in Salzburg erstmals die gemeinsame Veranstaltung Shanghai-Salzburg Seminar Series (SSSS) beider Institute statt, unter dem Dach der Internetstudies gab es Vorträge und Workshops zu den Themen Digital Economy, Social Media, eParticipation sowie Culture & Values. Eine Neuauflage der Shanghai-Salzburg Seminar Series ist für 2016 in Shanghai geplant.
2021 wurde die Paris Lodron Universität Salzburg als 10. Mitglied der CIVIS Allianz willkommen geheißen. CIVIS ist ein Zusammenschluss von insgesamt 11 führenden Forschungsuniversitäten in ganz Europa.

## Gliederung
Die Universität verfügt über kein explizites Hauptgebäude. Da sie aus der alten benediktischen Universität, der heutigen theologischen Fakultät, hervorgegangen ist, sind die neueren Abteilungen primär im Stadtteil Nonntal südlich außerhalb der Altstadt entstanden. Seit den 1980ern wird versucht, das Universitätsleben wieder mehr in den Stadtkern zu verlagern (Altstadtuniversität). Dazu werden sukzessive historische Altbauten in öffentlichem Besitz, die aus denkmalschützerischen Gründen ohnehin erhalten werden müssen, für Universitätszwecke zu adaptiert. Außerdem wurde damit der auch in Salzburg drohenden Innenstadtflucht entgegengewirkt. So verteilt sich die Universität heute über eine Vielzahl von Standorten, und nur die vier Fakultäten haben jeweils ein repräsentatives Haupthaus. Unter den Altstadtadaptierungen wie auch den Neubauten befinden sich mehrere Beiträge zur Architektur der Moderne, die nach Maßgabe in das UNESCO-Welterbe Historisches Zentrum der Stadt Salzburg integriert werden.

### Rektorat und Administration

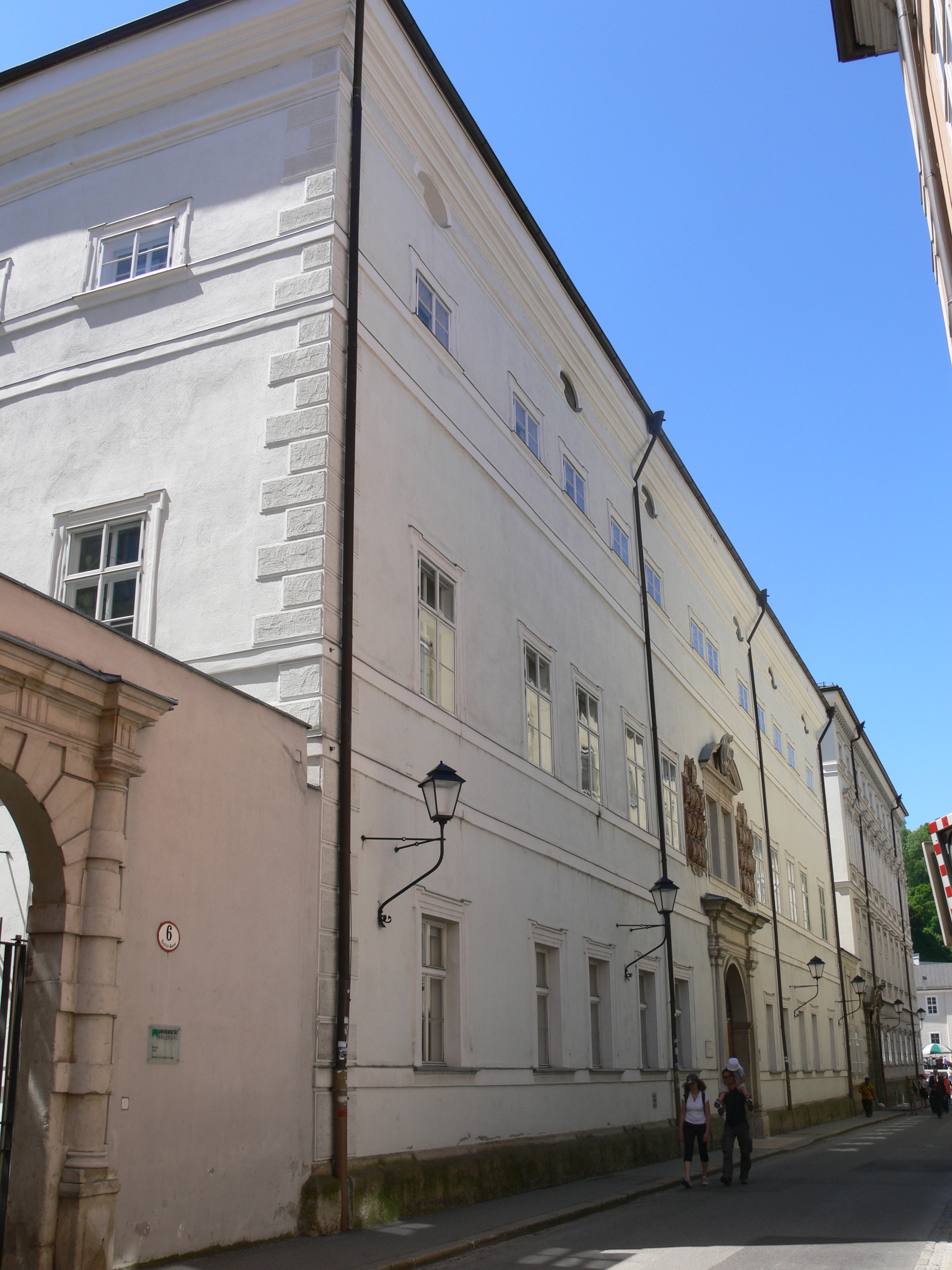
Kapitelhaus (Rektorat)

Rektor der Universität Salzburg war von 2001 bis Ende September 2019 der österreichische Theologe Heinrich Schmidinger, der von 2011 bis 2015 auch als Präsident der Österreichischen Universitätenkonferenz vorstand. Am 21. Februar 2019 wurde der deutsche Internist Hendrik Lehnert vom Universitätsrat für die folgende Funktionsperiode (1. Oktober 2019 bis 30. September 2023) zum Rektor gewählt. Heinrich Schmidinger hatte sich für diese Funktionsperiode nicht mehr beworben.
In der Funktionsperiode (1. Oktober 2019 bis 30. September 2023) fungierten im Rektorat zudem Nicola Hüsing als Vizerektorin für Forschung und Nachhaltigkeit, Katja Hutter (bis Juni 2020) und Martin Auer (von Juli bis September 2020) als Vizerektoren für Infrastruktur und Digitalisierung, Barbara Romauer als Vizerektorin für Finanzen und Ressourcen und Martin Weichbold als Vizerektor für Lehre und Studium. Das Rektorat war von 1. Oktober 2023 bis 30. September 2024 interimistisch besetzt und bestand aus dem geschäftsführenden Vizerektor Martin Weichbold sowie den Vizerektoren Jutta Horejs-Höck, Stefan Lang und Kristin De Troyer.
Seit 1. Oktober 2024 ist Bernhard Fügenschuh Rektor der Universität Salzburg. Das Vizerektorat besteht aus Elias Felten, Vizerektor für Personal, Barbara Romauer, Vizerektorin für Finanzen und Ressourcen, Jutta Horejs-Höck, Vizerektorin für Forschung und Michaela Rückl, Vizerektorin für Lehre und Studierende.
Die Administration befindet sich heute in den drei Kapitelhäusern in der Kapitelgasse in der Altstadt. Als universitäre Festsäle fungieren die Große Universitätsaula (Mozartaula) am Max-Reinhardt-Platz sowie die Bibliotheksaula in der Universitätsbibliothek in der Hofstallgasse.

### Universitätsrat
In der Funktionsperiode 1. März 2018 bis 28. Februar 2023 setzte sich der Universitätsrat wie folgt zusammen: Georg Lienbacher (Vorsitzender), Brigitta Zöchling-Jud (stellvertretende Vorsitzende), Wolfgang Anzengruber, Barbara Blaha, Johannes Hörl (Generaldirektor der GROHAG-Gruppe), Elisabeth Rech (Rechtsanwältin in Wien) und Helmut J. Schmidt.
In der Funktionsperiode 1. März 2023 bis 28. Februar 2028 setzt sich der Universitätsrat wie folgt zusammen: Marianne Schulze (Vorsitzende), Johannes Hörl (stellvertretender Vorsitzender), Klement Tockner, Ewald Wiederin, Melina Schneider, Gabriele Ambros und Miranda Schreurs.

### Fakultäten und Fachbereiche
Seit 1. Januar 2022, mit Inkrafttreten des neuen Organisationsplans der Universität, besteht die Universität aus sechs Fakultäten: der Katholisch-Theologischen Fakultät, der Rechts- und Wirtschaftswissenschaftlichen Fakultät, der Kulturwissenschaftlichen Fakultät, der Gesellschaftswissenschaftlichen Fakultät, der Natur- und Lebenswissenschaftlichen Fakultät und der Fakultät für Digitale und Analytische Wissenschaften.
| Katholisch-Theologische Fakultät (KTH-Fakultät) - FB Bibelwissenschaft und Kirchengeschichte - FB Philosophie an der KTH-Fakultät - FB Praktische Theologie - FB Systematische Theologie | Rechts- und Wirtschaftswissenschaftliche Fakultät (RWW-Fakultät) - FB Betriebswirtschaftslehre - FB Volkswirtschaftslehre - FB Völkerrecht, Europarecht und Grundlagen des Rechts - FB Arbeits- und Wirtschaftsrecht - FB Öffentliches Recht - FB Privatrecht - FB Strafrecht und Strafverfahrensrecht | Kulturwissenschaftliche Fakultät (KW-Fakultät) - FB Altertumswissenschaften - FB Anglistik und Amerikanistik - FB Germanistik - FB Kunst-, Musik- und Tanzwissenschaft - FB Linguistik - FB Romanistik - FB Slawistik | Gesellschaftswissenschaftliche Fakultät (GW-Fakultät) - FB Geschichte - FB Kommunikationswissenschaft - FB Philosophie an der GW-Fakultät - FB Politikwissenschaft - FB Soziologie und Sozialgeografie | Natur- und Lebenswissenschaftliche Fakultät (NLW-Fakultät) - FB Biowissenschaften und Medizinische Biologie - FB Umwelt und Biodiversität - FB Chemie und Physik der Materialien - FB Geographie und Geologie - FB Psychologie - FB Gerichtsmedizin und Forensische Psychiatrie - FB Sport- und Bewegungswissenschaft | Fakultät für Digitale und Analytische Wissenschaften (DAS-Fakultät) - FB Mathematik - FB Informatik - FB Geoinformatik - FB Artificial Intelligence and Human Interfaces |

Bis Ende 2021 bestand die Universität Salzburg nach dem damaligen Organisationsplan  aus vier Fakultäten: Der Katholisch-Theologischen Fakultät, der Rechtswissenschaftlichen Fakultät, der Kultur- und Gesellschaftswissenschaftlichen Fakultät und der Naturwissenschaftlichen Fakultät. Die vier Fakultäten waren in 27 Fachbereiche untergliedert, zudem existierten drei Interfakultäre Fachbereiche sowie die School of Education als zentrale Einrichtung für das Lehramtsstudium. Diese Gliederung ersetzte die alte Unterteilung der Fakultäten in Institute. Manche der früheren Institute wurden seit 2004 als Fachbereiche weitergeführt, andere wurden als neuer Fachbereich zusammengefasst.
Eine Medizinische Fakultät wurde zwar 1975 in den Organisationsplan der Universität aufgenommen, allerdings nie vollständig realisiert. Nach der Gründung der Paracelsus Medizinischen Privatuniversität in Salzburg besteht dazu heute auch keine Notwendigkeit mehr, daher ist die Einrichtung einer solchen Fakultät seit 2004 nicht mehr Teil des Organisationsplanes.

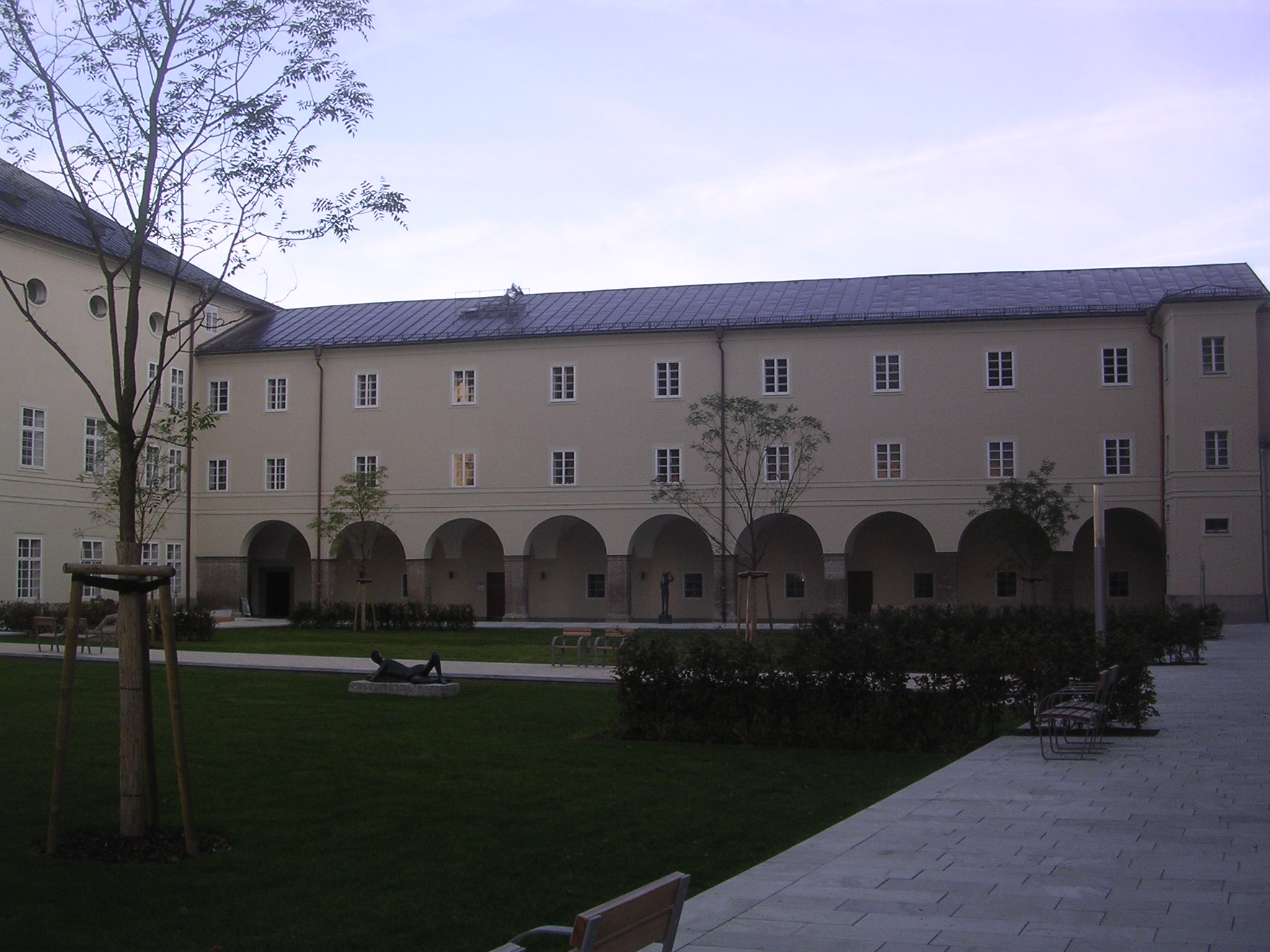
Katholisch-Theologische Fakultät
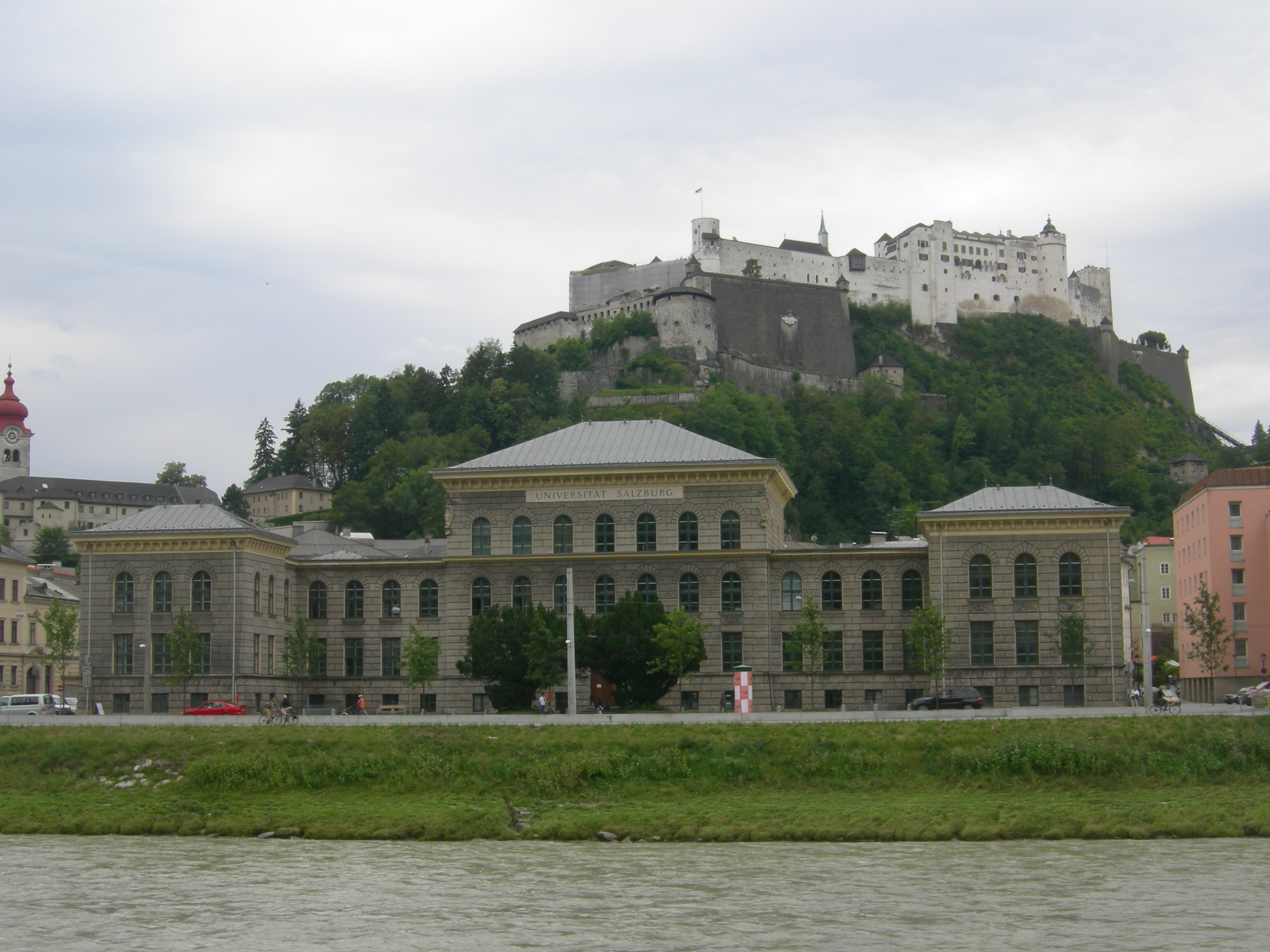
Gesellschaftswissenschaftliche Fakultät
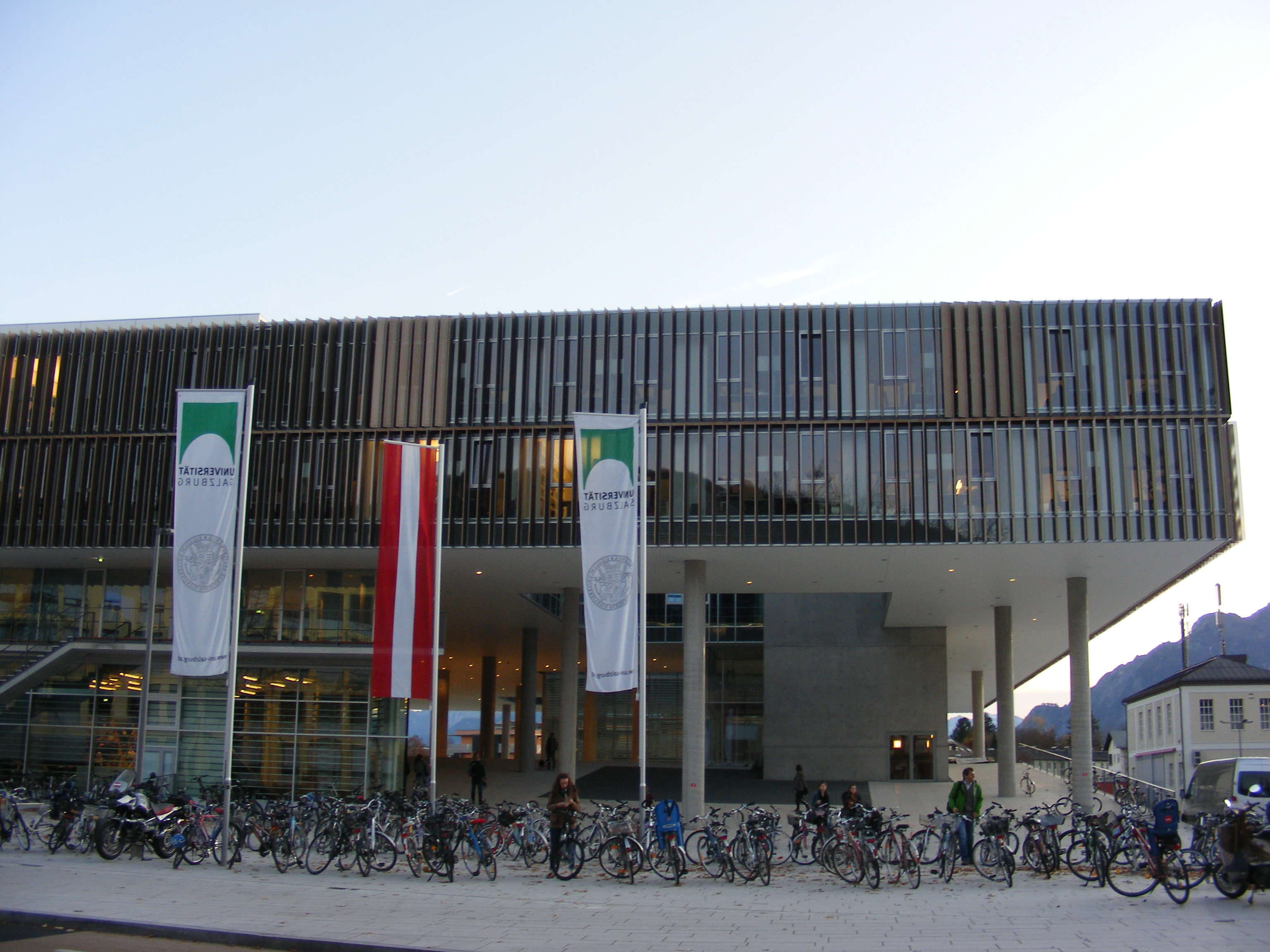
Unipark Nonntal
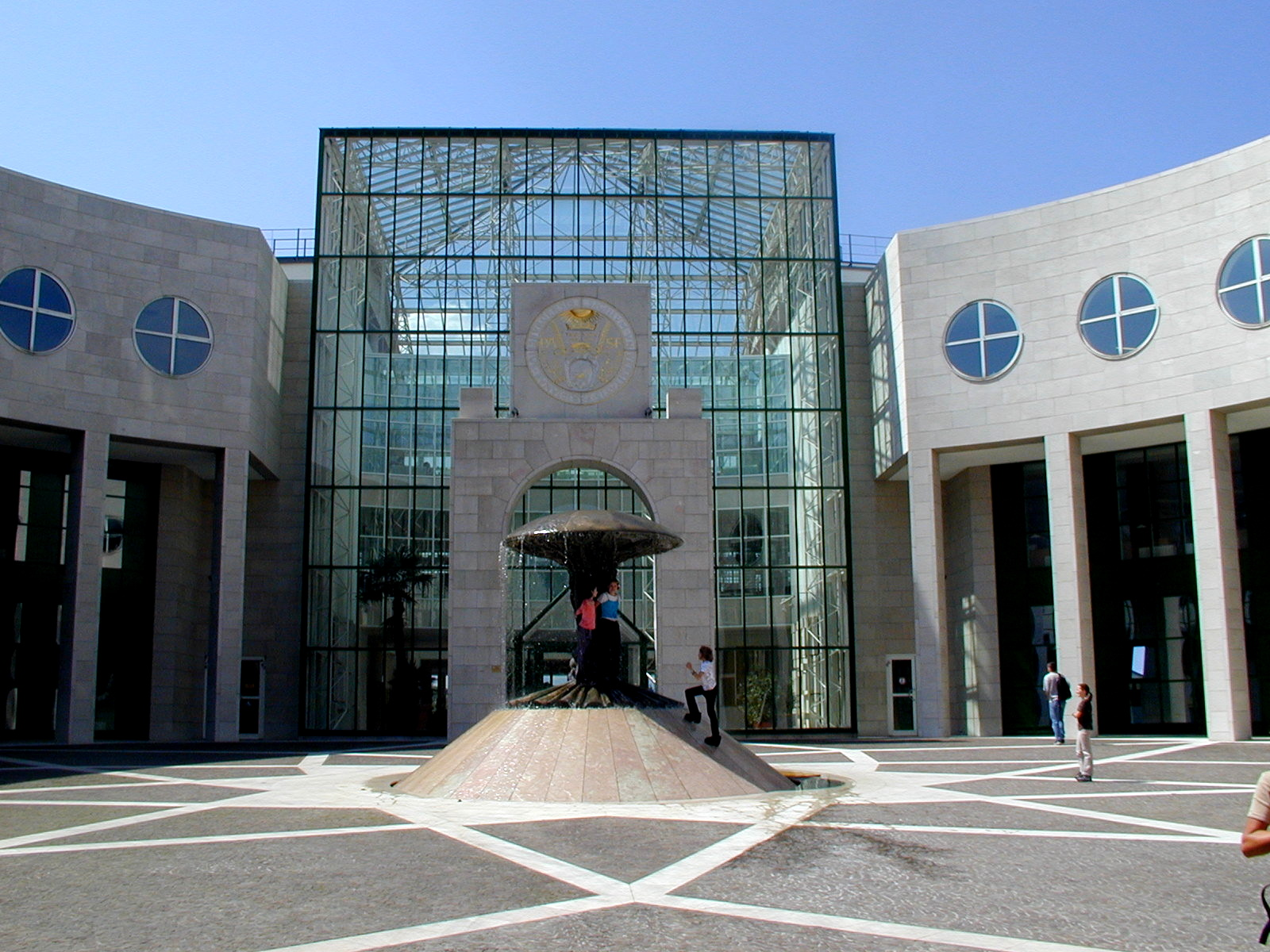
Natur- und Lebenswissenschaftliche Fakultät
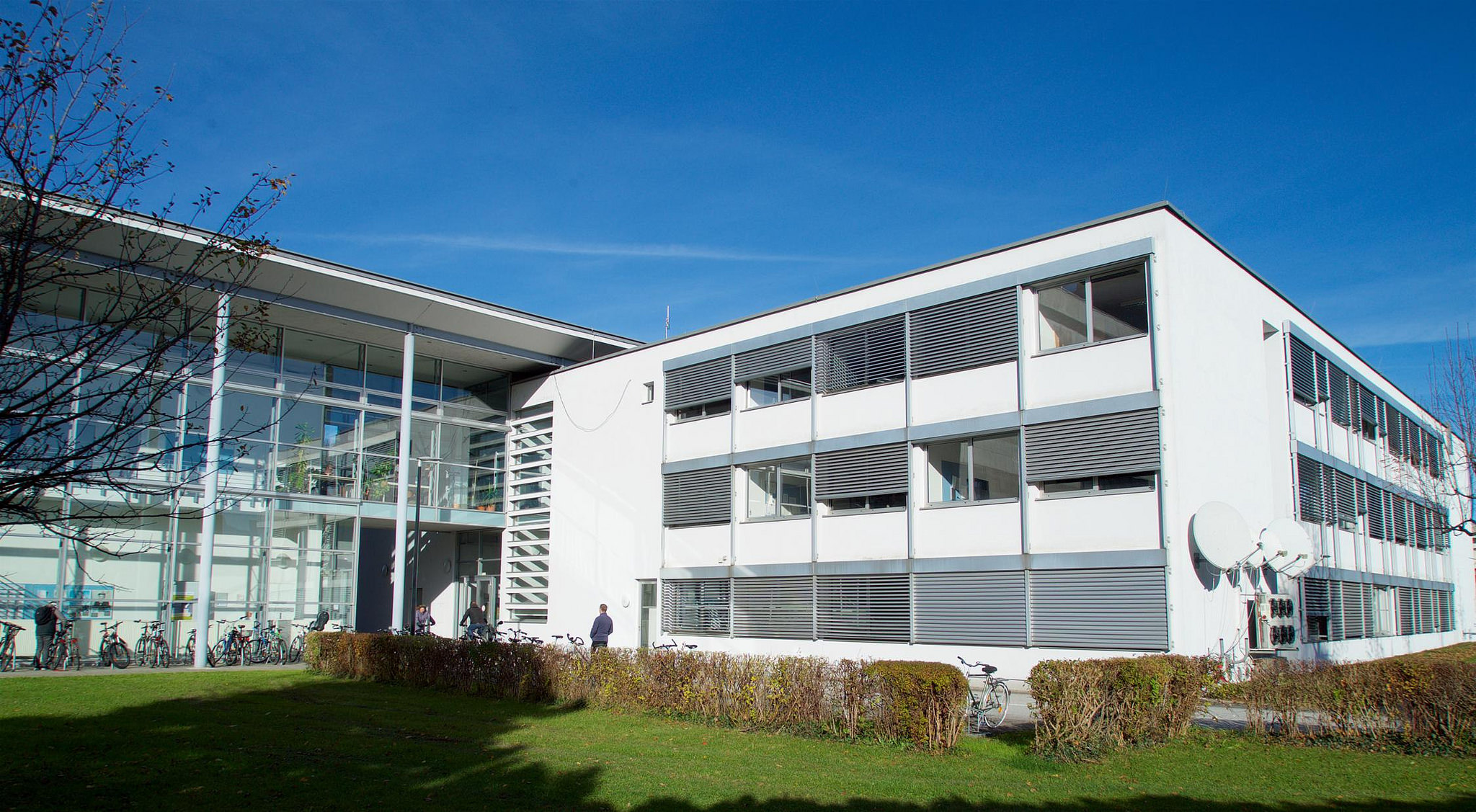
Fakultät für Digitale und Analytische Wissenschaften

### Weitere Organisationseinheiten

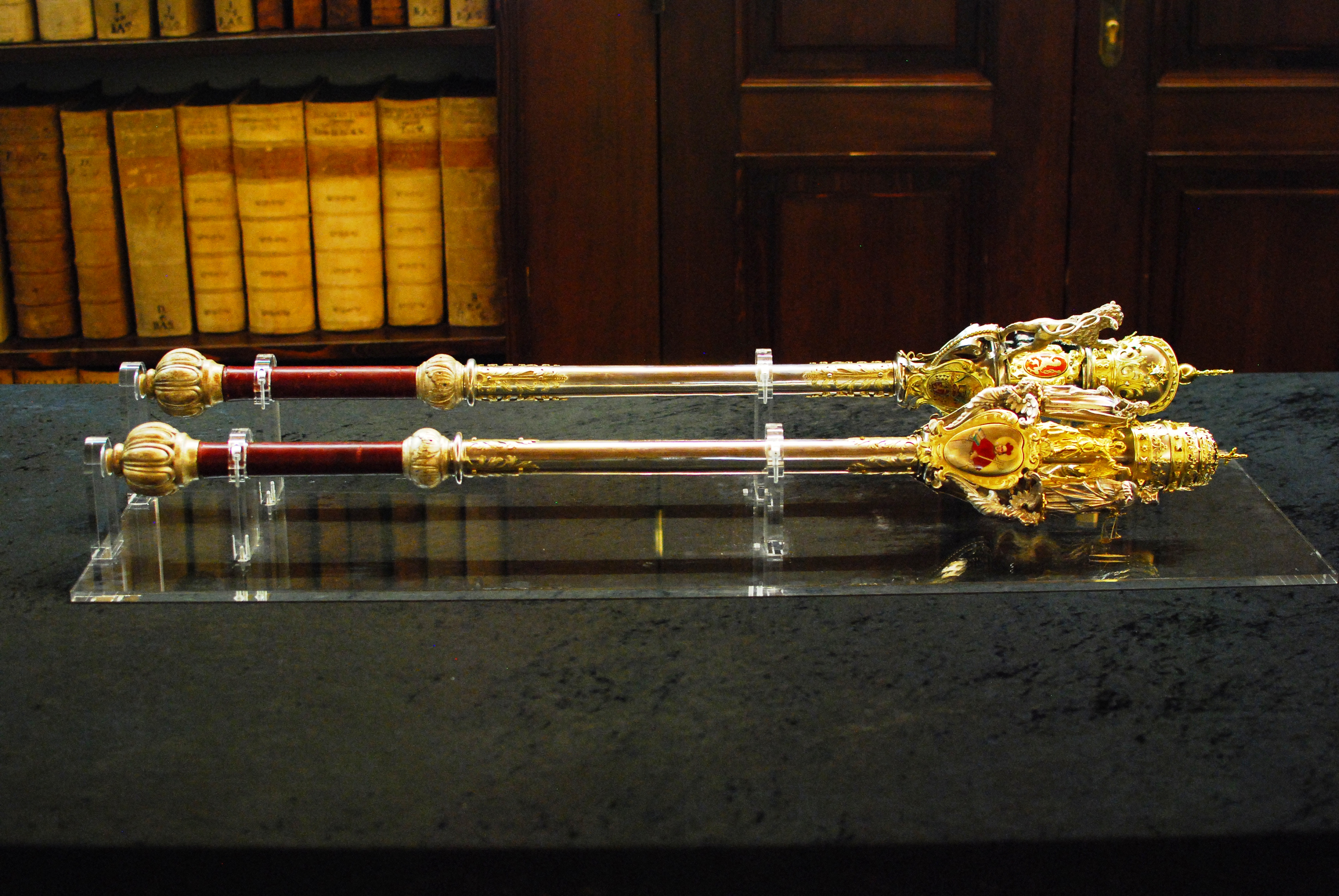
Universitätsszepter

Neben den Fachbereichen existieren besondere Einrichtungen und Schwerpunkte als weitere Organisationseinheiten für Forschungs- und Lehraufgaben:
- School of Education (Lehramtsstudien)

Besondere Einrichtungen:
- Kooperationsschwerpunkt Wissenschaft & Kunst
- Literaturarchiv Salzburg
- Österreichisches Institut für Menschenrechte (ÖIM)
- SMBS-University of Salzburg Business School, Durchführung von Universitätslehrgängen sowie Doktoratsprogramme in Kooperation mit der Universität Lettlands (bis 2023)[47][48] und der University of the Sunshine Coast in Australien. Mitte 2025 wurde die Schließung der Business School SMBS bekannt.[49][50]
- Stefan Zweig Centre
- WissensNetzwerk Recht, Wirtschaft und Arbeitswelt
- Zentrum Ethik und Armutsforschung
- Zentrum Jüdische Kulturgeschichte
- Interdisziplinäres Zentrum für Mittelalter und Frühe Neuzeit (IZMF)[51] / Institut für Realienkunde des Mittelalters und der frühen Neuzeit (IMAREAL)
- Mittelhochdeutsche Begriffsdatenbank (MHDBDB)
- Zentrum Theologie Interkulturell und Studium der Religionen
- Zentrum zur Erforschung des Christlichen Ostens
(Stand 2015)

Schwerpunkte:
- Center for Tumor Biology and Immunology[52]
- Centre for Cognitive Neuroscience
- Salzburg Centre of European Union Studies

Abteilungen der Verwaltung:
- Universitätssportinstitut USI
- Sprachenzentrum
- Career Center (Teil der Human Resources)[54]

Weitere Einrichtungen und universitätsnahe Organisationen:
- Universitätsbibliothek
- Campus beim Techno-Z Salzburg (Salzburg Research)
- Die Universität ist Mitglied des 2012 gegründeten Verbunds Allianz Nachhaltiger Universitäten mit dem Ziel, Nachhaltigkeit an Universitäten zu fördern.

## ÖH Uni Salzburg
Die „Österreichische Hochschülerinnen- und Hochschülerschaft an der Universität Salzburg“ (ÖH Uni Salzburg) ist die gesetzliche Vertretung der Studierenden an der Universität Salzburg. Für die Studenten der Universität besteht eine Pflichtmitgliedschaft in der Körperschaft öffentlichen Rechts.
Die Hochschülerinnen- und Hochschülerschaft an der Universität Salzburg vertritt die Studierenden auf drei verschiedenen Ebenen. Sie bietet den Studierenden außerdem mit einem Beratungszentrum Hilfe und veröffentlicht quartalsweise die Zeitschrift Uni:Press.

### Universitätsvertretung
Die Universitätsvertretung der Studierenden ist das wichtigste Organ der Hochschülerinnen- und Hochschülerschaft an der Universität Salzburg und wird alle zwei Jahre neu gewählt, zuletzt im Mai 2023. Die aktuelle Koalition seit 1. Juli 2023 besteht zwischen dem Verband Sozialistischer Student innen in Österreich (VSStÖ), den Grünen und Alternativen Student innen (GRAS) und der Liste unabhängiger & kritischer Studierender (LUKS), die zusammen 11 der 15 Mandate halten. Der Vorsitzende der ÖH Uni Salzburg ist seit 1. Juli 2023 Cedric Keller (VSStÖ).
Die 15 Mandate der Universitätsvertretung wurden in der letzten Wahl zwischen 9.-11. Mai 2023 wie folgt besetzt (Inkrafttreten ab 1. Juli 2023):
- VSStÖ: 5
- GRAS: 4
- JUNOS: 1
- LUKS: 2
- AG: 2
- KSV-KPÖ: 1

| Fraktion                                                    | Mandate 2015 | Mandate 2017 | Mandate 2019 | Mandate 2021 | Mandate 2023 |
| ----------------------------------------------------------- | ------------ | ------------ | ------------ | ------------ | ------------ |
| Verband Sozialistischer Student innen in Österreich (VSStÖ) | 4            | 4            | 2            | 3            | 5            |
| Grüne & Alternative Student innen (GRAS)                    | 5            | 3            | 6            | 6            | 4            |
| AktionsGemeinschaft (AG)                                    | 5            | 6            | 4            | 3            | 2            |
| Kommunistischer StudentInnenverband (KSV)                   | 0            | 0            | n. a.        | 0            | 1            |
| Ring Freiheitlicher Studenten (RFS)                         | 0            | 0            | 0            | n. a.        | 0            |
| JUNOS – Junge liberale NEOS (JUNOS)                         | 1            | 1            | 1            | 1            | 1            |
| Fachschaftsliste Österreich (FLUS)                          | n. a.        | 1            | n. a.        | 0            | n. a.        |
| Liste unabhängiger & kritischer Studierender (LUKS)         | n. a.        | n. a.        | 2            | 2            | 2            |

|                                     | 2013   | 2015   | 2017    | 2019    | 2021    | 2023    |
| ----------------------------------- | ------ | ------ | ------- | ------- | ------- | ------- |
| Wahlbeteiligung der ÖH Uni Salzburg | 25,2 % | 23,1 % | 18,42 % | 20,26 % | 12,12 % | 15,18 % |

Auf Ebene der Studienvertretungen gibt es eine Personen-, aber keine Listenwahl.

### Fakultätsvertretungen
Die Studierenden-Vertretungen auf Fakultätsebene sind die sieben Fakultätsvertretungen (FVen): Vertretung der Kulturwissenschaftlichen Fakultät (FV GW), Vertretung der Gesellschaftswissenschaftlichen Fakultät (FV KW), Vertretung der Natur- und Lebenswissenschaftlichen Fakultät (FV NLW), Vertretung der Rechtswissenschaftlichen Fakultät (FV-Jus), Vertretung der Fakultät für Digitale und Analytische Wissenschaften (FV DAS), Vertretung an der School of Education (FV SoE) und Vertretung der Katholisch-Theologischen Fakultät (FV-Theologie). Die Fakultätsvertretungen werden dabei nicht direkt gewählt, sondern von den zugeordneten Studienvertretungen entsendet.

### Studienvertretungen
Weitere Organe der Studierenden sind die Studienvertretungen (StVen). Eigene Studienvertretungen bestehen für jedes ordentliche Studium (Diplomstudien bzw. Bachelor/Masterstudien), sowie für die Doktoratsstudien der einzelnen Fakultäten. Seit 1. Juli 2017 gibt es auch für das Lehramtsstudium erstmals eine eigene Studienvertretung.

### ÖH-Beratungszentrum
Das ÖH-Beratungszentrum hilft in Angelegenheiten der Studienabteilung sowie in behördlichen Dingen (Studienbeihilfenbehörde, Finanzamt etc.). Es gibt Antworten und Hilfestellungen auf alle Fragen und Belange rund ums Studium wie z. B. Studienwahl, Anmeldung/Fortsetzung, Studienwechsel, Studiengebühren und interveniert – falls nötig – bei den entsprechenden Stellen. Das ÖH-Beratungszentrum bietet zudem eine kostenlose Rechtsberatung bezüglich Mietrecht sowie Arbeits- und Sozialrecht an. Das Beratungszentrum befindet sich im Unipark Nonntal (Erzabt-Klotz-Straße 1). Organisatorisch ist das Beratungszentrum Bestandteil der ÖH-Universitätsvertretung. Seit 1. Oktober 2017 ist Elba Frank Leiterin des Beratungszentrums.

## Persönlichkeiten

### Alumni

#### Alte Universität und Lyzeum
- Bernhard Waibel (1617–1699), Benediktinerpater
- Franz Mezger (1632–1701), Benediktinerpater und Philosoph
- Joseph Mezger (1635–1683), Benediktinerpater, Theologe, Jurist und Historiker
- Paul Mezger (1637–1702), Benediktiner, Theologe und Hochschullehrer
- Franziskus Klesin (1643–1708), Abt des Klosters Ochsenhausen
- Hieronymus II. Lindau (1657–1719), Abt des Klosters Ochsenhausen
- Rupert Neß (1670–1740), Abt und Reichsprälat im Kloster Ottobeuren
- Beda Werner (1673–1725), Abt des Klosters Ochsenhausen
- Franz Joseph von Herz zu Herzfeld (1681–1739), Rechtswissenschaftler und Hochschullehrer
- Oddo Scharz (1691–1749), Benediktinerpater und Kirchenrechtler
- Rupert Starch (1700–1760), Benediktinerpater und Kirchenrechtler
- Sigmund von Attems-Petzenstein (1708–1758), österreichischer Historiker und Landverweser
- Ulrich Weiß (1713–1763), Benediktinerpater
- Leopold Mozart (1719–1787), Komponist
- Benedict Oberhauser (1719–1786), Benediktinerpater, Kirchenrechtler und Hochschullehrer
- Anton Johann Lipowsky (1723–1780), Jurist und Historiker
- Michael Lori (1728–1808), Benediktinerpater, Mathematiker, Theologe und Hochschullehrer
- Johann Franz Thaddäus von Kleimayrn (1733–1805), salzburgischer Staatsmann und Gelehrter
- Johann Damascen von Kleimayrn (1735–1810), deutscher Benediktinerpater, Hochschullehrer und letzter Abt von Wessobrunn
- Thaddäus Ferdinand Lipowsky (1738–1767), Beamter und Musiker
- Modest Schmetterer (1738–1784), Benediktinerpater und Rechtswissenschaftler
- Matthäus Reiter (1750–1828), Geistlicher, Theologe und Schriftsteller
- Benedict Peuger (1755–1832), Geistlicher und Schriftsteller
- Anton Dominik Aschbacher (1782–1814), Tiroler Freiheitskämpfer

#### Neue Universität
- Erwin Kräutler (* 1939), Römisch-katholischer Ordensgeistlicher, Missionar und Bischof von Xingu
- Herbert Dachs (* 1943), österreichischer Politikwissenschaftler
- Paulus Maria Weigele (* 1943), Abt des Klosters Ottobeuren
- Wolfgang Vyslozil (* 1945), österreichischer Medienmanager und Universitätslektor
- Peter Michaelis (* 1946), österreichischer Manager
- Ulrich Wutzke (* 1946), deutscher Geologe
- Gerhart Holzinger (* 1947), österreichischer Verfassungsjurist
- Hans Paarhammer (1947–2020), Kirchenrechtler
- Benita Ferrero-Waldner (* 1948), österreichische Diplomatin und Politikerin
- Helga Rabl-Stadler (* 1948), österreichische Politikerin und Kulturmanagerin
- Franz Schausberger (* 1950), österreichischer Politiker und Historiker
- Wolfgang Eder (* 1952), österreichischer Stahlmanager
- Karl-Markus Gauß (* 1954), österreichischer Schriftsteller
- Erich Hackl (* 1954), österreichischer Schriftsteller und Übersetzer
- Andreas Maislinger (* 1955), österreichischer Historiker und Politikwissenschaftler
- Peter Launsky-Tieffenthal (* 1957), österreichischer Diplomat
- Astrid Rössler (* 1959), österreichische Politikerin und Landesrätin in Salzburg
- Brigitta Pallauf (* 1960), österreichische Politikerin
- Renate Egger-Wenzel (* 1961), Alttestamentlerin
- Toni Giger (* 1963), österreichischer Alpinskitrainer
- Dieter Michael Grohmann (* 1963), Medienschaffender, Filmemacher und Medienkünstler.
- Gabi Burgstaller (* 1963), österreichische Politikerin
- Hannes Ametsreiter (* 1967), österreichischer Telekommanager
- Alois von und zu Liechtenstein (* 1968), Erbprinz
- Martina Berthold (* 1970), österreichische Politikerin und Landesrätin in Salzburg
- Stefan Weber (* 1970), österreichischer Plagiatsgutachter
- Alexandra Föderl-Schmid (* 1971), österreichische Journalisten, Chefredakteurin und Co-Herausgeberin der Tageszeitung Der Standard und von derstandard.at
- Hannes Leitgeb (* 1972), österreichischer Mathematiker und Philosoph
- Claudia Praxmayer (* 197x), österreichische Schriftstellerin, Artenschutzfachfrau und Biologin
- Tobias Regner (* 1982), deutscher Rocksänger
- Daniela Holzinger-Vogtenhuber (* 1987), österreichische Politikerin
- Kay-Michael Dankl (* 1988), österreichischer Politiker

### Rektoren

#### Alte Universität und Lyzeum
- 1673–1681 Benedict Pettschacher (1634–1701), Benediktiner
- 1741–1744 Oddo Scharz (1691–1749), Benediktinerpater und Kirchenrechtler
- 1788–1792 Johann Damascen von Kleimayrn (1735–1810), Benediktinerpater, Hochschullehrer und letzter Abt von Wessobrunn
- 1805/06: Aegidius Jais (1750–1822), Benediktinerpater, römisch-katholischer Theologe und Hochschullehrer
- 1850: Johann Heinrich Loewe (1808–1892), Philosoph und Hochschullehrer

#### Neue Universität
- 1964/65: Egon Lendl
- 1965/66: Carl Holböck
- 1966/67: René Marcic
- 1967/68: Stefan Rehrl
- 1968/69: Wolfgang Waldstein
- 1969/70: Rudolf Baehr
- 1970/71: Stefan Rehrl
- 1971/72: Friedrich Koja
- 1972/73: Ingo Reiffenstein
- 1973/74: Franz Nikolasch
- 1974/75: Franz Matscher
- 1975/76 und 1976/77: Hans Wagner
- 1977/78 und 1978/79: Wilhelm Josef Revers
- 1979/80 und 1982/83: Wolfgang Beilner
- 1983/84 und 1984/85: Friedrich Koja
- 1985/86 und 1986/87: Joachim Dalfen
- 1987/88 und 1988/89: Fritz Schweiger
- 1989/90 und 1990/91: Theodor W. Köhler
- 1991/92 und 1992/93: Alfred Kyrer
- 1993/94 und 1994/95: Edgar Morscher
- 1995/96 bis 2000/01: Adolf Haslinger
- 2001/02 bis 2018/19: Heinrich Schmidinger[62]
- 2019/20 bis 2022/23: Hendrik Lehnert[63][64]
- 2023/24: Vizerektoren Nicola Hüsing und Martin Weichbold (interimistische Leitung)[64]
- seit dem 1. Oktober 2024: Bernhard Fügenschuh[65][66]

### Würdenträger
- Liste der Ehrendoktoren der Universität Salzburg
- Liste der Ehrensenatoren der Universität Salzburg
- Liste der Ehrenbürger der Universität Salzburg